# Libera!

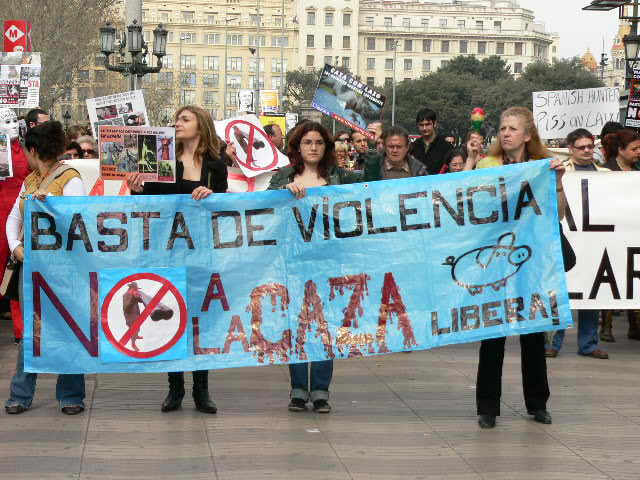
Activistes de Libera! protestant contra la caça. Barcelona

Libera! és una organització sense ànim de lucre internacional, dedicada a la defensa dels drets dels animals amb seu central a Barcelona. Per crear consciència, realitza principalment campanyes educatives i de sensibilització ciutadana, manifestacions, denuncies i altres actes reivindicatius. Libera! Fou constituïda l'any 2004 a Barcelona. Ens els seus orígens solia prendre accions en l'àmbit català, fins que va esdevenir una organització estatal i, posteriorment, internacional. Actualment, té delegacions també a l'Argentina, l'Uruguai, i l'Equador.
Una de les campanyes que ha aconseguit una major repercussió mediàtica internacional és la campanya Libera a Susi, la qual tenia com a objectiu que el Parc Zoològic de Barcelona permetés que el llavors únic exemplar d'elefant que encara queda viu, l'elefanta africana anomenada Susi, la qual segons Libera! i l'organització britànica Born Free Foundation pateix greus problemes psicològics derivats de la soledat, fos traslladada a un santuari d'elefants, on pugues viure en unes condicions millors en règim de semi-lliberat i amb la companyia d'altres elefants.
Aquesta campanya va rebre el suport de personalitats del món de la cultura, com el Premi Nobel de Literatura José Saramago, la Reina Sofia i de personalitats destacades en la política municipal barcelonina, com Imma Mayol, entre d'altres. Libera! realitzà aquesta campanya amb el suport de la Fundació Faada i la Born Free Foundation.
Va formar, també juntament amb la Fundació FAADA, la Plataforma Rambles Ètiques, que va realitzar campanyes per aconseguir que, en compliment de la Llei de Protecció Animal 22/2003 i de l'Ordenança de Protecció dels Animals de l'Ajuntament de Barcelona, es deixi de vendre animals a les tradicionals ocelleries de La Rambla. En diferents campanyes mediàtiques, la Plataforma Rambles Ètiques va denunciar les condicions en que vivien els animals i que els ocellaires llençaven a la brossa els cadàvers dels nombrosos animals que morien, malgrat ser una pràctica legalment no permesa per atemptar contra la salut pública. Altrament, els ocellaires havien llençat a la brossa fins i tot animals encara vius.
Libera! és també, juntament amb la Plataforma SOS Stop Our Shame i CAS International, coordinadora de la Plataforma Galicia Mellor Sen Touradas la qual té com a finalitat abolir les curses de braus a Galicia. Aquesta campanya compte amb el suport d'organitzacions ecologistes gallegas com ADEGA o Matar por matar non.
En març de 2009, Libera! interposà una querella contra l'ex-ministre Mariano Fernández Bermejo per un delicte de furtivisme durant la cacera sense la respectiva llicència que va realitzar en febrer del mateix any amb el jutge de l'Audiència Nacional, Baltasar Garzón quan Bermejo encara era Ministre de Justícia.